# در آسمان آبی نیلی‌فام
در آسمان آبی نیلی‌فام (ایتالیایی: Nel blu, dipinto di blu؛ ‏تلفظ ایتالیایی: [nel ˈblu diˈpinto di ˈblu]) که بیشتر به نامِ پرواز (ایتالیایی: Volare؛ ‏ تلفظ [voˈla:re]) شناخته می‌شود، ترانه‌ای است که نخستین بار توسط خوانندهٔ ایتالیایی دومنیکو مودونیو ساخته و اجرا شد. شعر متن این ترانه را مودونیو و فرانکو میلیاچی نوشته‌اند و در ۱ فوریه ۱۹۵۸ به‌صورت تک‌آهنگ به بازار عرضه شد.
این ترانه در ماه‌های اوت و سپتامبر ۱۹۵۸ و طی ۵ هفتهٔ غیر متوالی، در صدر ۱۰۰ تک‌آهنگ داغ بیلبورد باقی ماند و سرانجام تک‌آهنگ برتر انتخابی سال توسط مجلهٔ بیلبورد شد. در سال ۱۹۵۹ و در نخستین دورهٔ اهدای جوایز گرمی، «در آسمان آبی نیلی‌فام» نخستین ترانهٔ برندهٔ این جایزه گردید و جایزه گرمی ضبط سال و جایزه گرمی ترانه سال را از آنِ خود کرد.
این ترانه برندهٔ جشنواره موسیقی سانرمو نیز شد و به‌عنوان نمایندهٔ ایتالیا در مسابقه آواز یوروویژن ۱۹۵۸ اجرا شد و در میان ۱۰ ترانه به مقام سوم دست یافت. فروش کلی تمامی نسخه‌ها و اجراهای گوناگون آن، بالغ بر ۲۲ میلیون نسخه شد و بدین ترتیب یکی از مشهورترین ترانه‌های یوروویژن در تمامی دوران و همچنین موفق‌ترین ترانهٔ جشنواره موسیقی سانرمو در تمامی اعصار گردید.
در آسمان آبی نیلی‌فام بعدها به زبان‌های گوناگونی ترجمه و توسط هنرمندان مختلف اجرا شد و همچنین الهام‌بخش برخی سرودهای فوتبالی نیز گشت.
در سال ۱۹۸۹ گروه موسیقی جیپسی کینگز یک نسخهٔ رومبا فلامنکو از این ترانه را با تمپو و آهنگ سریع (up-tempo) اجرا کرد که بخشی از آن به زبان ایتالیایی و بخشی به زبان اسپانیایی بود. این بازخوانی در آوریل ۱۹۹۰ به صدر جدول ترانه‌های داغ لاتین در ایالات متحده آمریکا و به رتبه ۸۴ جدول موسیقی بریتانیا رسید. این ترانه در جداول موسیقی فرانسه و هلند نیز به ترتیب به رتبه‌های ۱۶ و ۲۶ دست یافت.